# Кокран, Роберт (продюсер)
Роберт Кокран (англ. Robert Cochran) — сосоздатель сериала «24 часа». До этого, он и Джоэл Сурноу создали и стали продюсерами сериала «Её звали Никита» и позже работали консультантами сериала. В 2007 году он создал телешоу «Свой парень» с Дэвидом Эрманом, и «Звонок» с Дэвидом Хемингсоном. Он также является одним из сценаристов фильма «24 часа».
В 2002 году, он вместе с Джоэлом Сурноу получил премию «Эмми» за лучший сценарий драматического сериала за пилотный эпизод сериала «24 часа».